# Aphodius brahminus
Aphodius brahminus là một loài bọ cánh cứng trong họ Scarabaeidae. Loài này được Harold miêu tả khoa học năm 1879.